# Ravoirage
Le ravoirage est un ouvrage réalisé sur un support béton permettant d’atteindre la cote de niveau souhaitée et, éventuellement, d’y loger les canalisations de plomberie, de chauffage et d’électricité. C'est un mortier maigre autonivelant composé de ciment, de sables et d’adjuvants coulé soit en adhérent soit en désolidarisé sur dalle béton[réf. nécessaire]. Il remplace les solutions telles que le mortier tiré à la règle ou le sable stabilisé.

## Avantages
- Garantie d’une bonne planéité[1]
- Enrobage parfait des gaines techniques[1]
- Accessibilité de la chape au bout de 24 à 36 heures[1]
- Facilité[1] et rapidité de mise en œuvre[réf. souhaitée]